# مقاطعة روليت (داكوتا الشمالية)
روليت (بالإنجليزية: Rolette)‏ هي إحدى مقاطعات ولاية داكوتا الشمالية في الولايات المتحدة الأمريكية.